# Vilamitjana
 (mars 2024).
Vilamitjana est une localité et une entité municipale décentralisée située dans la municipalité de Tremp, dans la province de Lleida, en Catalogne, en Espagne. En 2020, elle comptait 162 habitants.

## Géographie
Vilamitjana est située à 95 km au nord-nord-est de Lleida.

## Démographie
En 2020, la localité compte 162 habitants.

## Lieux et monuments

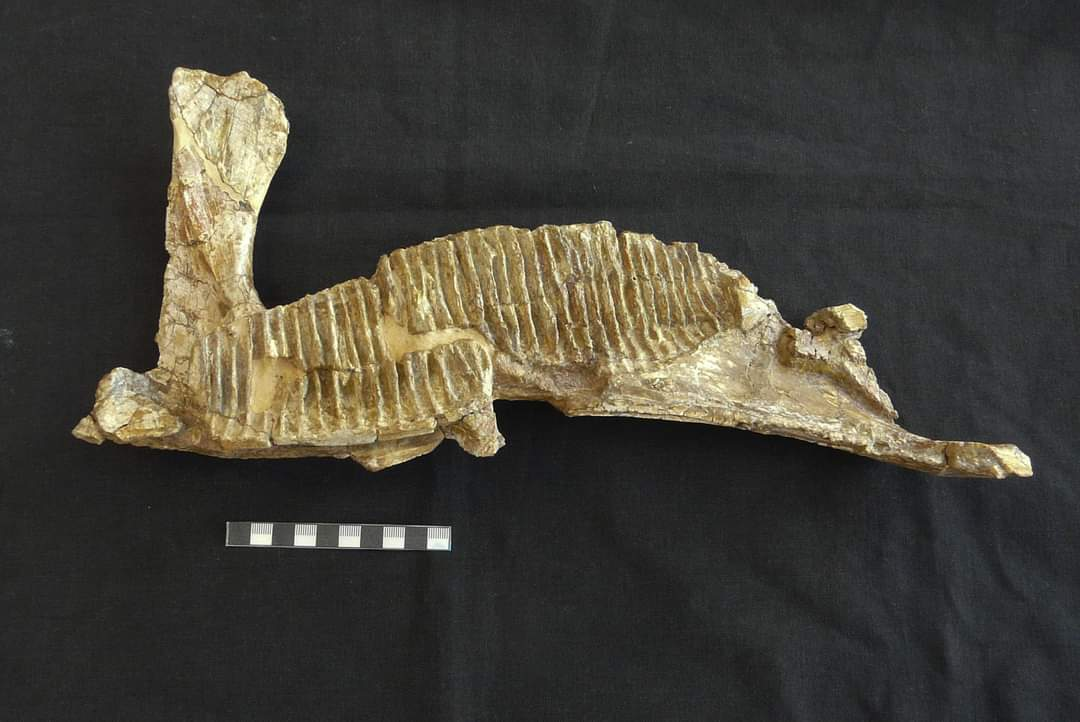
Mandibule d'hadrosaure.

Vilamitjana est connue par la découverte d'un important site paléontologique nommé : Les Serretes. Dans ce site ont été trouvés des restes de dinosaures appartenant au deuxième plus grand hadrosaure trouvé en Espagne et au plus grand de Catalogne. On a également trouvé deux dents de dinosaure carnivore appartenant à deux nouveaux morphotypes d'espèces de dinosaures,.